# 阿恩施塔特
阿恩施塔特（德語：Arnstadt，發音：[ˈaʁnˌʃtat] ⓘ）是德国图林根州伊尔姆县的城市，也是伊尔姆县的县治，面积104.99平方千米，2023年12月31日人口为28,264人。2019年1月1日，市镇维普夫拉塔尔并入阿恩施塔特。

## 友好城市
阿恩施塔特与以下城市结为友好城市：
- 法國 勒布斯卡
- 捷克 杜比
- 奥地利 古尔克
- 德国 卡塞尔